# Adrián Escudero
Pour les articles homonymes, voir Escudero.
Adrián Escudero García, né le 24 novembre 1927 à Madrid (Espagne) et mort le 7 mars 2011 dans la même ville, est un footballeur international espagnol qui jouait au poste d'attaquant avec l'Atlético de Madrid. Il devient ensuite entraîneur.

## Biographie

### Club
Avec 150 buts, Adrián Escudero est le meilleur buteur de l'Atlético de Madrid en championnat d'Espagne.
Toute sa carrière se déroule à l'Atlético de Madrid entre 1946 et 1958.

### Équipe nationale
Escudero joue trois matchs avec l'équipe d'Espagne : en 1952 face à l'Argentine, en 1954 face à la Turquie, et en 1956 face au Portugal. Il inscrit un but en sélection.

## Palmarès
- Champion d'Espagne en 1950 et 1951 avec l'l'Atlético de Madrid